# Premier district congressionnel du Nouveau-Mexique
Le 1er district congressionnel du Nouveau-Mexique couvre la zone centrale du Nouveau-Mexique, y compris la majeure partie du Comté de Bernalillo, tout le Comté de Torrance et certaines parties des comtés de Sandoval, t et Valencia. Il comprend près des trois quarts d'Albuquerque. Le district a une présence amérindienne notable, englobant plusieurs pueblos, dont le Pueblo de Laguna et Sandia Pueblo, et la Réserve Tohajiilee Navajo à l'extérieur d'Albuquerque. Le siège est actuellement représenté par la Démocrate Melanie Stansbury. Avec un indice CPVI D+5, c'est le district le plus démocrate du Nouveau-Mexique, un État avec une délégation entièrement Démocrate au Congrès.
Ces dernières années, contrairement à d'autres districts de l'État, le district a eu un solide historique en matière d'accès de ses représentants à des fonctions supérieures. Deb Haaland, la prédécesseure de Stansbury, a démissionnée en 2021 pour devenir Secrétaire à l'Intérieur des États-Unis. Sa prédécesseur, Michelle Lujan Grisham, a pris ses fonctions de gouverneur du Nouveau-Mexique en 2019. Le propre prédécesseur de Grisham, Martin Heinrich, a été élu au Sénat des États-Unis en 2012.

## Histoire
Jusqu'aux élections de 1968, les Représentants du Nouveau-Mexique étaient élus at-large. À partir de 1969, cependant, ils furent élus par districts.

## Historique de vote
Résultats selon les frontières actuelles (depuis 2023) :
| Année | Poste      | Résultats                     |
| ----- | ---------- | ----------------------------- |
| 2016  | Président  | Clinton 47,4 % – 39,5 %       |
| 2018  | Gouverneur | Lujan Grisham 57,2 % - 42,8 % |
| 2018  | Sénat      | Heinrich 53,7 % - 29,8 %      |
| 2020  | Président  | Biden 56,0 % - 41,6 %         |
| 2020  | Sénat      | Luján 51,8 %- 45,5 %          |

Résultats selon les anciennes frontières (2013 - 2023) :
| Année | Poste      | Résultats                     |
| ----- | ---------- | ----------------------------- |
| 2008  | Président  | Obama 60,0 %- 39,0 %          |
| 2012  | Président  | Obama 55,0 %- 40,0 %          |
| 2016  | Président  | Clinton 52,0 % – 35,0 %       |
| 2018  | Gouverneur | Lujan Grisham 61,0 % - 39,0 % |
| 2018  | Sénat      | Heinrich 52,0 %- 35,0 %       |
| 2020  | Président  | Biden 60,0 % - 37,0 %         |

Résultats selon les anciennes frontières (2003 - 2013) :
| Année | Poste     | Résultats            |
| ----- | --------- | -------------------- |
| 2000  | Président | Gore 48,0 %- 47,0 %  |
| 2004  | Président | Kerry 51,0 %- 48,0 % |
| 2008  | Président | Obama 60,0 %- 40,0 % |

## Liste des Représentants du district
| Membre                             | Parti       | Années                            | Congrès     | Histoire électorale | Zone géographique |
| ---------------------------------- | ----------- | --------------------------------- | ----------- | --- | --- |
| District établit le 3 janvier 1969 |             |                                   |             | | |
| Manuel Lujan Jr.                   | Républicain | 3 janvier 1969 - 3 janvier 1989   | 91e - 100e  | Élu en 1968. Réélu en 1970. Réélu en 1972. Réélu en 1974. Réélu en 1976. Réélu en 1978. Réélu en 1980. Réélu en 1982. Réélu en 1984. Réélu en 1986. Retrait.                | 1969–1983 |
| Manuel Lujan Jr.                   | Républicain | 3 janvier 1969 - 3 janvier 1989   | 91e - 100e  | Élu en 1968. Réélu en 1970. Réélu en 1972. Réélu en 1974. Réélu en 1976. Réélu en 1978. Réélu en 1980. Réélu en 1982. Réélu en 1984. Réélu en 1986. Retrait.                | 1983–1993 Bernalillo, De Baca, Guadalupe et Torrance                                                                           |
| Steven Schiff (en)                 | Républicain | 3 janvier 1989 - 25 mars 1998     | 101e - 105e | Élu en 1988. Réélu en 1990. Réélu en 1992. Réélu en 1994. Réélu en 1996. Décès.                                                                                             | |
| Steven Schiff (en)                 | Républicain | 3 janvier 1989 - 25 mars 1998     | 101e - 105e | Élu en 1988. Réélu en 1990. Réélu en 1992. Réélu en 1994. Réélu en 1996. Décès.                                                                                             | 1993–2003 Torrance, des parties de Bernalillo, Sandoval, Santa Fe et Valencia                                                  |
| Vacant                             | Vacant      | 25 mars 1998 - 25 juin 1998       | 105e        | | |
| Heather Wilson                     | Républicain | 25 juin 1998 - 3 janvier 2009     | 105e - 110e | Élu pour terminer le mandat de Schiff. Réélu en 1998. Réélu en 2000. Réélu en 2002. Réélu en 2004. Réélu en 2006. Retrait pour se présenter comme Sénatrice des États-Unis. | |
| Heather Wilson                     | Républicain | 25 juin 1998 - 3 janvier 2009     | 105e - 110e | Élu pour terminer le mandat de Schiff. Réélu en 1998. Réélu en 2000. Réélu en 2002. Réélu en 2004. Réélu en 2006. Retrait pour se présenter comme Sénatrice des États-Unis. | 2003–2013 Torrance, des parties de Bernalillo, Sandoval, Santa Fe et Valencia                                                  |
| Martin Heinrich                    | Démocrate   | 3 janvier 2009 - 3 janvier 2013   | 111e , 112e | Élu en 2008. Réélu en 2010. Retrait pour se présenter comme Sénateur des États-Unis.                                                                                        | |
| Michelle Lujan Grisham             | Démocrate   | 3 janvier 2013 - 1er janvier 2019 | 113e , 115e | Élu en 2012. Réélue en 2014. Réélue en 2016. Démissionne lorsqu'élu Gouverneure du Nouveau-Mexique.                                                                         | 2013–2023 Torrance, des parties de Bernalillo, Sandoval, Santa Fe et Valencia                                                  |
| Vacant                             | Vacant      | 1er janvier 2019 - 3 janvier 2019 | 115e        | | 2013–2023 Torrance, des parties de Bernalillo, Sandoval, Santa Fe et Valencia                                                  |
| Deb Haaland                        | Démocrate   | 3 janvier 2019 - 16 mars 2021     | 116e , 117e | Élue en 2018. Réélue en 2020. Démissionne pour devenir Secrétaire des États-Unis à l'Intérieur.                                                                             | 2013–2023 Torrance, des parties de Bernalillo, Sandoval, Santa Fe et Valencia                                                  |
| Vacant                             | Vacant      | 16 mars 2021 - 14 juin 2021       | 117e        | | 2013–2023 Torrance, des parties de Bernalillo, Sandoval, Santa Fe et Valencia                                                  |
| Melanie Stansbury                  | Démocrate   | 14 juin 2021 - présent            | 117e , 118e | Élue pour terminer le mandat d'Haaland. Réélue en 2022. | 2013–2023 Torrance, des parties de Bernalillo, Sandoval, Santa Fe et Valencia                                                  |
| Melanie Stansbury                  | Démocrate   | 14 juin 2021 - présent            | 117e , 118e | Élue pour terminer le mandat d'Haaland. Réélue en 2022. | 2023–Présent De Baca, Guadalupe, Lincoln et Torrance, des parties de Bernalillo, Chaves, Otero, Sandoval, Santa Fe et Valencia |

## Résultats des récentes élections
Voici les résultats des dix précédents cycles électoraux dans le district.

## Frontières historique du district

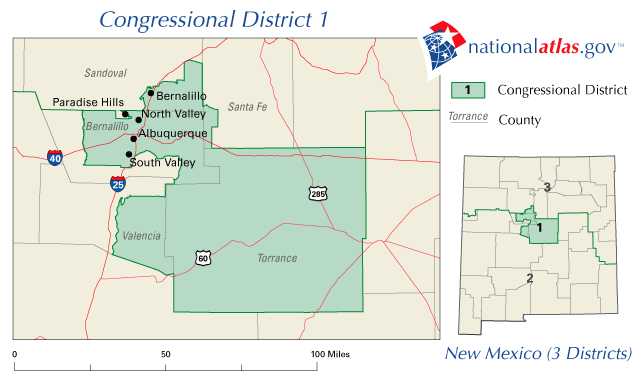
2003 - 2013

### 2004
| Élection de 2004 du 1er district congressionnel du Nouveau-Mexique | Élection de 2004 du 1er district congressionnel du Nouveau-Mexique | Élection de 2004 du 1er district congressionnel du Nouveau-Mexique | Élection de 2004 du 1er district congressionnel du Nouveau-Mexique | Élection de 2004 du 1er district congressionnel du Nouveau-Mexique |
| ------------------------------------------------------------------ | ------------------------------------------------------------------ | ------------------------------------------------------------------ | ------------------------------------------------------------------ | ------------------------------------------------------------------ |
| Parti                                                              | Parti                                                              | Candidat                                                           | Votes                                                              | %                                                                  |
|                                                                    | Républicain                                                        | Heather Wilson (sortante)                                          | 147 372                                                            | 54,4                                                               |
|                                                                    | Démocrate                                                          | Richard M. Romero                                                  | 123 339                                                            | 45,5                                                               |
|                                                                    | Indépendant                                                        | Orlin G. Cole                                                      | 194                                                                | 0,1                                                                |
| Total des votes                                                    | Total des votes                                                    | Total des votes                                                    | 270 905                                                            | 100%                                                               |
|                                                                    | Les Républicains conservent                                        |                                                                    |                                                                    |                                                                    |

### 2006
| Élection de 2006 du 1er district congressionnel du Nouveau-Mexique | Élection de 2006 du 1er district congressionnel du Nouveau-Mexique | Élection de 2006 du 1er district congressionnel du Nouveau-Mexique | Élection de 2006 du 1er district congressionnel du Nouveau-Mexique | Élection de 2006 du 1er district congressionnel du Nouveau-Mexique |
| ------------------------------------------------------------------ | ------------------------------------------------------------------ | ------------------------------------------------------------------ | ------------------------------------------------------------------ | ------------------------------------------------------------------ |
| Parti                                                              | Parti                                                              | Candidat                                                           | Votes                                                              | %                                                                  |
|                                                                    | Républicain                                                        | Heather Wilson (sortante)                                          | 105 986                                                            | 50,2                                                               |
|                                                                    | Démocrate                                                          | Patricia A. Madrid                                                 | 105 125                                                            | 49,8                                                               |
| Total des votes                                                    | Total des votes                                                    | Total des votes                                                    | 211 111                                                            | 100%                                                               |
|                                                                    | Les Républicains conservent                                        |                                                                    |                                                                    |                                                                    |

### 2008
| Élection de 2008 du 1er district congressionnel du Nouveau-Mexique | Élection de 2008 du 1er district congressionnel du Nouveau-Mexique | Élection de 2008 du 1er district congressionnel du Nouveau-Mexique | Élection de 2008 du 1er district congressionnel du Nouveau-Mexique | Élection de 2008 du 1er district congressionnel du Nouveau-Mexique |
| ------------------------------------------------------------------ | ------------------------------------------------------------------ | ------------------------------------------------------------------ | ------------------------------------------------------------------ | ------------------------------------------------------------------ |
| Parti                                                              | Parti                                                              | Candidat                                                           | Votes                                                              | %                                                                  |
|                                                                    | Démocrate                                                          | Martin Heinrich                                                    | 166 271                                                            | 55,7                                                               |
|                                                                    | Républicain                                                        | Darren White                                                       | 132 485                                                            | 44,3                                                               |
| Total des votes                                                    | Total des votes                                                    | Total des votes                                                    | 298 756                                                            | 100%                                                               |
|                                                                    | Les Démocrates prennent aux Républicains                           |                                                                    |                                                                    |                                                                    |

### 2010
| Élection de 2010 du 1er district congressionnel du Nouveau-Mexique | Élection de 2010 du 1er district congressionnel du Nouveau-Mexique | Élection de 2010 du 1er district congressionnel du Nouveau-Mexique | Élection de 2010 du 1er district congressionnel du Nouveau-Mexique | Élection de 2010 du 1er district congressionnel du Nouveau-Mexique |
| ------------------------------------------------------------------ | ------------------------------------------------------------------ | ------------------------------------------------------------------ | ------------------------------------------------------------------ | ------------------------------------------------------------------ |
| Parti                                                              | Parti                                                              | Candidat                                                           | Votes                                                              | %                                                                  |
|                                                                    | Démocrate                                                          | Martin Heinrich (sortant)                                          | 112 010                                                            | 51,8                                                               |
|                                                                    | Républicain                                                        | Jonathan L. Barela                                                 | 104 215                                                            | 48,2                                                               |
| Total des votes                                                    | Total des votes                                                    | Total des votes                                                    | 216 225                                                            | 100%                                                               |
|                                                                    | Les Démocrates conservent                                          |                                                                    |                                                                    |                                                                    |

### 2012
| Élection de 2010 du 1er district congressionnel du Nouveau-Mexique | Élection de 2010 du 1er district congressionnel du Nouveau-Mexique | Élection de 2010 du 1er district congressionnel du Nouveau-Mexique | Élection de 2010 du 1er district congressionnel du Nouveau-Mexique | Élection de 2010 du 1er district congressionnel du Nouveau-Mexique |
| ------------------------------------------------------------------ | ------------------------------------------------------------------ | ------------------------------------------------------------------ | ------------------------------------------------------------------ | ------------------------------------------------------------------ |
| Parti                                                              | Parti                                                              | Candidat                                                           | Votes                                                              | %                                                                  |
|                                                                    | Démocrate                                                          | Michelle Lujan Grisham                                             | 162 924                                                            | 59,06                                                              |
|                                                                    | Républicain                                                        | Janice Arnold-Jones                                                | 112 473                                                            | 40,77                                                              |
|                                                                    | Vert                                                               | Jeanne Pahls (write-in)                                            | 459                                                                | 0,17                                                               |
| Total des votes                                                    | Total des votes                                                    | Total des votes                                                    | 275 856                                                            | 100%                                                               |
|                                                                    | Les Démocrates conservent                                          |                                                                    |                                                                    |                                                                    |

### 2014
| Élection de 2014 du 1er district congressionnel du Nouveau-Mexique | Élection de 2014 du 1er district congressionnel du Nouveau-Mexique | Élection de 2014 du 1er district congressionnel du Nouveau-Mexique | Élection de 2014 du 1er district congressionnel du Nouveau-Mexique | Élection de 2014 du 1er district congressionnel du Nouveau-Mexique |
| ------------------------------------------------------------------ | ------------------------------------------------------------------ | ------------------------------------------------------------------ | ------------------------------------------------------------------ | ------------------------------------------------------------------ |
| Parti                                                              | Parti                                                              | Candidat                                                           | Votes                                                              | %                                                                  |
|                                                                    | Démocrate                                                          | Michelle Lujan Grisham (sortante)                                  | 105 474                                                            | 58,59                                                              |
|                                                                    | Républicain                                                        | Michael Frese                                                      | 74 558                                                             | 41,41                                                              |
| Total des votes                                                    | Total des votes                                                    | Total des votes                                                    | 180 032                                                            | 100%                                                               |
|                                                                    | Les Démocrates conservent                                          |                                                                    |                                                                    |                                                                    |

### 2016
| Élection de 2016 du 1er district congressionnel du Nouveau-Mexique | Élection de 2016 du 1er district congressionnel du Nouveau-Mexique | Élection de 2016 du 1er district congressionnel du Nouveau-Mexique | Élection de 2016 du 1er district congressionnel du Nouveau-Mexique | Élection de 2016 du 1er district congressionnel du Nouveau-Mexique |
| ------------------------------------------------------------------ | ------------------------------------------------------------------ | ------------------------------------------------------------------ | ------------------------------------------------------------------ | ------------------------------------------------------------------ |
| Parti                                                              | Parti                                                              | Candidat                                                           | Votes                                                              | %                                                                  |
|                                                                    | Démocrate                                                          | Michelle Lujan Grisham (sortante)                                  | 181 088                                                            | 65,15                                                              |
|                                                                    | Républicain                                                        | Richard Gregory Priem                                              | 96 879                                                             | 34,85                                                              |
| Total des votes                                                    | Total des votes                                                    | Total des votes                                                    | 277 967                                                            | 100%                                                               |
|                                                                    | Les Démocrates conservent                                          |                                                                    |                                                                    |                                                                    |

### 2018
| Élection de 2018 du 1er district congressionnel du Nouveau-Mexique | Élection de 2018 du 1er district congressionnel du Nouveau-Mexique | Élection de 2018 du 1er district congressionnel du Nouveau-Mexique | Élection de 2018 du 1er district congressionnel du Nouveau-Mexique | Élection de 2018 du 1er district congressionnel du Nouveau-Mexique |
| ------------------------------------------------------------------ | ------------------------------------------------------------------ | ------------------------------------------------------------------ | ------------------------------------------------------------------ | ------------------------------------------------------------------ |
| Parti                                                              | Parti                                                              | Candidat                                                           | Votes                                                              | %                                                                  |
|                                                                    | Démocrate                                                          | Deb Haaland                                                        | 144 302                                                            | 59,02                                                              |
|                                                                    | Républicain                                                        | Janice Arnold-Jones                                                | 89 066                                                             | 36,43                                                              |
|                                                                    | Libertarien                                                        | Lloyd J Princeton                                                  | 11 143                                                             | 4,56                                                               |
| Total des votes                                                    | Total des votes                                                    | Total des votes                                                    | 244 511                                                            | 100%                                                               |
|                                                                    | Les Démocrates conservent                                          |                                                                    |                                                                    |                                                                    |

### 2020
| Élection de 2020 du 1er district congressionnel du Nouveau-Mexique | Élection de 2020 du 1er district congressionnel du Nouveau-Mexique | Élection de 2020 du 1er district congressionnel du Nouveau-Mexique | Élection de 2020 du 1er district congressionnel du Nouveau-Mexique | Élection de 2020 du 1er district congressionnel du Nouveau-Mexique |
| ------------------------------------------------------------------ | ------------------------------------------------------------------ | ------------------------------------------------------------------ | ------------------------------------------------------------------ | ------------------------------------------------------------------ |
| Parti                                                              | Parti                                                              | Candidat                                                           | Votes                                                              | %                                                                  |
|                                                                    | Démocrate                                                          | Deb Haaland (sortante)                                             | 186 953                                                            | 58,19                                                              |
|                                                                    | Républicain                                                        | Michelle Garcia Holmes                                             | 134 337                                                            | 41,81                                                              |
| Total des votes                                                    | Total des votes                                                    | Total des votes                                                    | 321 290                                                            | 100%                                                               |
|                                                                    | Les Démocrates conservent                                          |                                                                    |                                                                    |                                                                    |

### 2021 (Spéciale)
| Élection Spéciale de 2021 du 1er district congressionnel du Nouveau-Mexique | Élection Spéciale de 2021 du 1er district congressionnel du Nouveau-Mexique | Élection Spéciale de 2021 du 1er district congressionnel du Nouveau-Mexique | Élection Spéciale de 2021 du 1er district congressionnel du Nouveau-Mexique | Élection Spéciale de 2021 du 1er district congressionnel du Nouveau-Mexique |
| --------------------------------------------------------------------------- | --------------------------------------------------------------------------- | --------------------------------------------------------------------------- | --------------------------------------------------------------------------- | --------------------------------------------------------------------------- |
| Parti                                                                       | Parti                                                                       | Candidat                                                                    | Votes                                                                       | %                                                                           |
|                                                                             | Démocrate                                                                   | Melanie Stansbury                                                           | 79 837                                                                      | 60,36                                                                       |
|                                                                             | Républicain                                                                 | Mark Moores                                                                 | 47 111                                                                      | 35,62                                                                       |
|                                                                             | Indépendant                                                                 | Aubrey Dunn Jr.                                                             | 3534                                                                        | 2,67                                                                        |
|                                                                             | Libertarien                                                                 | Chris Manning                                                               | 1734                                                                        | 1,31                                                                        |
|                                                                             | Write-In                                                                    | Write-In                                                                    | 46                                                                          | 0,03                                                                        |
| Total des votes                                                             | Total des votes                                                             | Total des votes                                                             | 132 262                                                                     | 100%                                                                        |
|                                                                             | Les Démocrates conservent                                                   |                                                                             |                                                                             |                                                                             |

### 2022
| Primaire Démocrate de 2022 du 1er district congressionnel du Nouveau-Mexique | Primaire Démocrate de 2022 du 1er district congressionnel du Nouveau-Mexique | Primaire Démocrate de 2022 du 1er district congressionnel du Nouveau-Mexique | Primaire Démocrate de 2022 du 1er district congressionnel du Nouveau-Mexique | Primaire Démocrate de 2022 du 1er district congressionnel du Nouveau-Mexique |
| ---------------------------------------------------------------------------- | ---------------------------------------------------------------------------- | ---------------------------------------------------------------------------- | ---------------------------------------------------------------------------- | ---------------------------------------------------------------------------- |
| Parti                                                                        | Parti                                                                        | Candidat                                                                     | Votes                                                                        | %                                                                            |
|                                                                              | Démocrate                                                                    | Melanie Stansbury (sortante)                                                 | 44 223                                                                       | 100%                                                                         |

| Primaire Républicaine de 2022 du 1er district congressionnel du Nouveau-Mexique | Primaire Républicaine de 2022 du 1er district congressionnel du Nouveau-Mexique | Primaire Républicaine de 2022 du 1er district congressionnel du Nouveau-Mexique | Primaire Républicaine de 2022 du 1er district congressionnel du Nouveau-Mexique | Primaire Républicaine de 2022 du 1er district congressionnel du Nouveau-Mexique |
| ------------------------------------------------------------------------------- | ------------------------------------------------------------------------------- | ------------------------------------------------------------------------------- | ------------------------------------------------------------------------------- | ------------------------------------------------------------------------------- |
| Parti                                                                           | Parti                                                                           | Candidat                                                                        | Votes                                                                           | %                                                                               |
|                                                                                 | Républicain                                                                     | Mchelle Garcia Holmes                                                           | 25 822                                                                          | 58,7                                                                            |
|                                                                                 | Républicain                                                                     | Louie Sanchez                                                                   | 18 171                                                                          | 41,3                                                                            |

| Élection de 2022 du 1er district congressionnel du Nouveau-Mexique | Élection de 2022 du 1er district congressionnel du Nouveau-Mexique | Élection de 2022 du 1er district congressionnel du Nouveau-Mexique | Élection de 2022 du 1er district congressionnel du Nouveau-Mexique | Élection de 2022 du 1er district congressionnel du Nouveau-Mexique |
| ------------------------------------------------------------------ | ------------------------------------------------------------------ | ------------------------------------------------------------------ | ------------------------------------------------------------------ | ------------------------------------------------------------------ |
| Parti                                                              | Parti                                                              | Candidat                                                           | Votes                                                              | %                                                                  |
|                                                                    | Démocrate                                                          | Melanie Stansbury (sortante)                                       | 156 462                                                            | 55,7                                                               |
|                                                                    | Républicain                                                        | Michelle Garcia Holmes                                             | 124 151                                                            | 44,2                                                               |
|                                                                    | Write-In                                                           | Write-In                                                           | 58                                                                 | 0,0                                                                |
| Total des votes                                                    | Total des votes                                                    | Total des votes                                                    | 280 671                                                            | 100%                                                               |
|                                                                    | Les Démocrates conservent                                          |                                                                    |                                                                    |                                                                    |

### 2024
| Primaire Démocrate de 2024 du 1er district congressionnel du Nouveau-Mexique | Primaire Démocrate de 2024 du 1er district congressionnel du Nouveau-Mexique | Primaire Démocrate de 2024 du 1er district congressionnel du Nouveau-Mexique | Primaire Démocrate de 2024 du 1er district congressionnel du Nouveau-Mexique | Primaire Démocrate de 2024 du 1er district congressionnel du Nouveau-Mexique |
| ---------------------------------------------------------------------------- | ---------------------------------------------------------------------------- | ---------------------------------------------------------------------------- | ---------------------------------------------------------------------------- | ---------------------------------------------------------------------------- |
| Parti                                                                        | Parti                                                                        | Candidat                                                                     | Votes                                                                        | %                                                                            |
|                                                                              | Démocrate                                                                    | Melanie Stansbury (sortante)                                                 | 47 157                                                                       | 100%                                                                         |

| Primaire Républicaine de 2024 du 1er district congressionnel du Nouveau-Mexique | Primaire Républicaine de 2024 du 1er district congressionnel du Nouveau-Mexique | Primaire Républicaine de 2024 du 1er district congressionnel du Nouveau-Mexique | Primaire Républicaine de 2024 du 1er district congressionnel du Nouveau-Mexique | Primaire Républicaine de 2024 du 1er district congressionnel du Nouveau-Mexique |
| ------------------------------------------------------------------------------- | ------------------------------------------------------------------------------- | ------------------------------------------------------------------------------- | ------------------------------------------------------------------------------- | ------------------------------------------------------------------------------- |
| Parti                                                                           | Parti                                                                           | Candidat                                                                        | Votes                                                                           | %                                                                               |
|                                                                                 | Républicain                                                                     | Steve Jones                                                                     | 16 889                                                                          | 51,4                                                                            |
|                                                                                 | Républicain                                                                     | Louie Sanchez                                                                   | 15 980                                                                          | 48,6                                                                            |

| Élection de 2024 du 1er district congressionnel du Nouveau-Mexique | Élection de 2024 du 1er district congressionnel du Nouveau-Mexique | Élection de 2024 du 1er district congressionnel du Nouveau-Mexique | Élection de 2024 du 1er district congressionnel du Nouveau-Mexique | Élection de 2024 du 1er district congressionnel du Nouveau-Mexique |
| ------------------------------------------------------------------ | ------------------------------------------------------------------ | ------------------------------------------------------------------ | ------------------------------------------------------------------ | ------------------------------------------------------------------ |
| Parti                                                              | Parti                                                              | Candidat                                                           | Votes                                                              | %                                                                  |
|                                                                    | Démocrate                                                          | Melanie Stansbury (sortante)                                       | TBD                                                                | TBD                                                                |
|                                                                    | Républicain                                                        | Steve Jones                                                        | TBD                                                                | TBD                                                                |
| Total des votes                                                    | Total des votes                                                    | Total des votes                                                    | TBD                                                                | 100%                                                               |
|                                                                    |                                                                    |                                                                    |                                                                    |                                                                    |